# Iulian Chifu
Iulian Chifu (* 28. Juli 1968) ist ein rumänischer Journalist. Er ist Kolumnist der Zeitung Evenimentul zilei (EVZ) und war Berater des rumänischen Präsidenten, Traian Băsescu, in strategischen Fragen und internationaler Sicherheit.
Chifu gehört zu den 89 Personen aus der Europäischen Union, gegen die Russland im Mai 2015 ein Einreiseverbot verhängt hat.